# Gáspár Ladocsi
Gáspár Ladosci (ur. 26 czerwca 1952 w Nagybajcs) – węgierski duchowny katolicki, biskup pomocniczy ostrzyhomsko-budapeszteński w latach 2001-2010.

## Życiorys
Święcenia kapłańskie przyjął 18 czerwca 1977 i został inkardynowany do archidiecezji ostrzyhomsko-budapeszteńskiej. Przez 17 lat był profesorem teologii w seminarium w Ostrzyhomiu. W latach 1979–1981 studiował na Papieskim Instytucie Patrologicznym Augustinianum.

### Episkopat
18 kwietnia 1994 został mianowany przez papieża Jana Pawła II biskupem polowym Węgier ze stolicą tytularną Sebarga. Sakry biskupiej udzielił mu 14 maja tegoż roku kard. László Paskai. 21 maja 1994 prezydent Árpád Göncz mianował go generałem brygady.
7 marca 1998, w związku z przyznaniem ordynariuszom polowym praw biskupów diecezjalnych, zrzekł się stolicy tytularnej.
28 listopada 2001 papież mianował go biskupem pomocniczym archidiecezji ostrzyhomsko-budapeszteńskiej i przydzielił mu stolicę tytularną Risinium. W związku z tą nominacją tego samego dnia przestał pełnić służbę w węgierskich siłach zbrojnych i został przeniesiony przez ministra obrony narodowej Węgier w stan spoczynku.
26 listopada 2010 papież Benedykt XVI przyjął jego rezygnację z urzędu biskupiego.